# Moss Jernværk
Moss Jernverk var et jernværk i Moss i Norge, grundlagt i 1704. Værket var i mange år byens største bedrift, og med kraft fra Mossefossen blev malm hovedsagelig fra Arendalsfeltet smeltet og bearbejdet til en række produkter. Fra midten af 1700-tallet var værket Norges ledende rustningsbedrift og støbte hundredvis af tunge kanoner i jern. Norges første valseværk for jern blev også anlagt her.
Moss Jernværk havde flere fremtrædende ejere, blandt dem Bernt Anker og Herman Wedel-Jarlsberg, og især under førstnævnte var værket noget af en attraktion for tilrejsende. Moss Jernværks administrationsbygning, den såkaldte Konventionsgården, er kendt for at den blev benyttet ved forhandlingerne om Mossekonventionen i 1814.
Ved midten af 1800-tallet mødte værket øget konkurrence fra svenske og engelske jernværker; stigende priser på trækul var også ødelæggende for lønsomheden – jernværksdelen blev nedlagt i 1873. Moss Jernværk blev solgt for 115.000 speciedaler i 1875, og det område, som værket lå på, blev overtaget af det som efterhånden blev emballagefabrikken Peterson, som fortsat benytter det.

## Baggrund og etablering
Jern er blevet udvundet og bearbejdet i det, som i dag er Norge, i over to tusind år. Den første jernproduktion benyttede myremalm, som så blev forædlet ved såkaldt jernvinne til råjern for videre bearbejdning. Denne form for tilvirkning af jern var imidlertid lokal og i lille skala, meget arbejde skulle til for at udvinde små kvanta af jern.
I 1500-tallet voksede interessen for udvinding af malm i Europa, og grundlaget for en moderne bjergvidenskab blev lagt ved tyskeren Georgius Agricola. I Danmark-Norge blev der i den norske del af riget blandt andet fundet forekomster af jernmalm. I det sydlige Norge var de rigeste jernfund i Arendalsfeltet ved Arendal, men grundet behov for træ til produktion af trækul for masovnene og fossekraft for drift af masovnenes blæsebælge blev jernværker ofte anlagt andre steder end ved malmminerne. Ved Moss var der god tilgang på kraft fra Mossefossen, det var meget skov, og beliggenheden ved fjorden gjorde indskibning af råvarer og udskibning af færdige produkter enkel.
I 1704 begyndte den danske embeds- og forretningsmand Ernst Ulrich Dose arbejdet med at etablere et jernværk ved Moss, og samme år besøgte den dansk-norske konge Frederik 4. af Danmark og Norge Moss to gange, hvilket virkede fremmende for etableringen. Foruden at opkøbe ejendomme og få tildelt fallrettigheder og tilgang til jernmalm, fik det planlagte værket såkaldt cirkumferens, et område med radius på omkring 2.5 mil, inden for hvilket område bønderne måtte producere og levere trækul og andre råvarer til værket. I november 1704 blev Moss og omland besigtiget af folk fra oberbergamtet på Kongsberg, og de udstedte Moss jernværks privilegiebrev den 6. december samme år. Der nævnes i alt 24 punkter om Moss jernværks privilegier, til skov, vand, areal for selve værket, tilgang til køreveje, malm, toldfrihed og flere andre punkter.
Særlig bemærkelsesværdigt var, at funktionærer og arbejdere blev fritaget for skatter og militærtjeneste, at de skulle dømmes af bergretten (en egen retsinstans for bjergværk og bjergværksfolk på Kongsberg), og ved behov for fagfolk kunne sådanne hentes fra udlandet uden hensyn til hvilken nation, de tilhørte. Ved sine omfattende kongelige privilegier var Moss Jernværk ved oprettelsen således tillagt omfattende selvstyre i bondelandet Norge, hvor de frie bønder var på det nærmeste forvandlet til tvangspligtige arbejdere og tvangspligtige leverandører til værket.
Den driftige Ernst Ulrich Dose nåede ikke at opleve ordinær drift ved Moss Jernværk, da han døde allerede i 1706.

## Opstart og krigsår
Efter Doses død blev jernværket sat på auktion, og i maj 1708 solgt til Jacob von Hübsch (3/4) og Henrich Ochsen (1/4). Tidspunktet for overtagelsen af værket var gunstig: krig truede, og Moss Jernværk lå nær de tre store fæstninger på Østlandet Akershus, Fredrikstad og Fredriksten. Hübsch fortalte selv i 1713, at han købte det ufærdige verk for at forsyne kongens styrker med kanoner, ammunition og geværer. Krigen brød ut i 1709, og i 1711 indtraf der et felttog ind i Sverige, som Moss Jernverk leverede granater til (kanonkugler i jern af uens størrelse). Felttoget blev kortvarigt, uden ammunitionsforbrug, og Hübsch havde store problemer med at få betaling for leverancerne.
Et af privilegierne, som Moss Jernverk fik ved etableringen, var tiendefrihed (en skatteform) i tre år efter, at masovnen var i kontinuerlig drift. Værket blev af generalkrigskommissær H. C. von Platen stævnet for bjergretten på Kongsberg i 1712 for at inddrive tienden, men grundet kulmangel var masovnen i drift kun periodevis. Bønderne var pålagt at levere 4733 læster (én læst svarer til omkring 2 m³) trækul årligt, men i 1714 havde værket hele 24.600 læster kul til gode hos bønderne. Bøndernes pligtlevering af trækul var utvivlsomt en ekstra skat, og bønderne forsøgte at undgå levering. Værket blev på baggrund af opstartsproblemerne bevilget tiendefrihed for årene frem til og med 1715.
I 1716 blev så Norge invaderet af svenskerne, Moss og jernværket blev besatte den 17. marts af svenske tropper. Allerede den 26. marts ved Det første slag om Moss blev de jaget bort af norske tropper, men dagen efter blev byen på ny besat og okkuperet i 5 uger, og værket blev plyndret af de svenske tropper. Krigsårene var vanskelige for værket, oveni plyndring var bønderne optaget med transporter for tropperne og havde lille kapacitet til produktion og transport af trækul. Mens de andre norske jernværker gjorde gode forretninger på krigen, kom Moss Jernverk og dets hovedejer Hübsch dårligt ud. På baggrund af alle problemerne søgte Hübsch kongen om nye år med tiendefrihed og fik det, til og med 1722. For 1723 måtte værket betale 300 rigsdaler og fra 1724 det samme som andre norske jernværker, altså 400 rigsdaler.

## Tunge efterkrigsår og ejerskifte
I oktober 1724 døde Jacob von Hübsch, og hans enke, Elisabeth Hübsch (født Holst), tog over. Dette blev en tung byrde for en enlig kvinde med syv børn. For at kunne følge driften flyttede hun og børnene fra København til Moss. Konkurrencen fra billigt svensk jern var ødelæggende, og mange norske jernværker indstillede driften. Fru Hübsch måtte optage store lån for at drive værket, og kreditorerne blev efterhånden påtrængende. Selv om der fra 1730 blev indført monopol for norske jernværker med hensyn til at levere jern til Danmark, var værkets økonomi fortsat anstrengt.
Værkets minoritetsejer, etatsråd Ochsen, måtte stadig dække uomgængelige udgifter, men i 1738 var hans tålmodighed med enken ude. Ochsen sendte sin personlige fuldmægtige Jens Bondorph fra København for at gennemføre en såkaldt sekvestrationsforretning (beslaglægge virksomheden) for at få kontrol over driften. Elisabeth Hübsch forsøgte at afvise og trække det ud, og ved retsarkiverne om sagen er værkets virksomhed og gældssituation ganske grundigt dokumenteret. Den 21. januar 1739 bestemte oberbergamtet på Kongsberg, at Jens Bondorph blev bevilget ret til at drive på Ochsens vegne den del af værket, som tilhørte fru Hübsch, indtil tvisten mellem de to var afgjort. Efter yderligere nogle års retsstrid gik Moss Jernverk på auktion, og Henrich Ochsen overtog hele bedriften.

## Råstofferne, værket og produkterne
Et jernværk i 1700-tallet repræsenterede kapitalintensiv tungindustri af stor vigtighed for landet, og der var en række udfordringer for at få en tilfredsstillende drift. Ved sekvestrationsforretningen i 1738 blev der nedskrevet hvad, Moss Jernverk havde af driftsmidler, hvilket sammen med forvalter Knud Wendelboes indberetning for eftertiden giver et billede af virksomheden.

### Malm
De miner, som i henhold til værkets privilegier var forpligtede til at levere malm, kunne ikke levere tilstrækkelige mængder, så værkets direktør Peter Windt sikrede i 1706, at Løvold mine ved Arendal skulle levere 1.000 tønder malm årlig. Kvaliteten af den leverede malm var så varierende, at det førte til en retssag, som endte med, at to bjergkyndige skulle kontrollere, at malmen var fri for gråberg. Minerne ved Arendal var de vigtigste for de norske jernværker, da disse leverede omkring 2/3 af al jernmalm. Selv om de vigtigste miner lå langt fra værket, var transportomkostningerne overkommelige, da fragten skete til søs.
I sin indberetning om værkets tilstand fra 1723 bemærkede forvalter Knud Wendelboes, at man måtte samle malm i 2–3 år for at få nok til en blåsning. I 1736 var, foruden nogen mindre lokale miner ved Moss, også de større miner Østre Buøy, Vestre Buøy, Langsæ og Bråstad i Agder tilhørende Arendalsfeltet underlagt Moss Jernverk. Ledelsen ved værket var imidlertid ikke påpasselig nok med at følge op, at minerne leverede nok malm af god kvalitet.
I 1749 nævnes også Weding mine ved Arendal. Malmen derfra udmærkede sig ved sin alsidighed, og den karakteriseres som værkets bedste. Foruden minerne ved Arendal var Skien et centrum for værkets brydningsvirksomhed, og en række ulige miner blev drevet der. Værket havde kommissionærer i Skien og Arendal, som førte overtilsyn med minerne, lønnede minearbejderne og passede på, at de såkaldte mutingsbrevene (driftstilladelser) ikke udløb. I de mange år, som Lars Semb var bestyrer ved værket, rejste han næsten hvert år til malmfelterne og boede da hos de kommissionærer, som var værkets lokale repræsentanter.

### Trækul
Værket var helt afhængig af trækul, som bønderne i omegnen af værket fremstillede i kulmiler. Ved udgangen af vinteren 1719–1720 havde restancerne på bøndernes leveringer af trækul nået i alt 28.000 lester. Forvalter Wendelboe angav, at for årene 1709–1723 skulle det have været leveret 70.995 lester, mens de faktiske leverancer var 37.233 lester, altså en restance på 33.726 lester. De manglende leverancer skyldtes dels at skoven var forhugget, dels krigen, men også at bønderne var modvillige til at overholde leveringspligten.
Manglen på trækul fortsatte under Ancher & Wærn, selv om de betalte bedre end andre værker og gav præmier til dem, som leverede mere end pålagt kvantum. Den vigtigste årsag til dårlige leverancer var, at kuldrift næsten altid var mindre lønsomt end anden udnyttelse af skoven. Under Bernt Anker forsøgte værket at få myndighedernes tilladelser til repartering (et bestemt kvantum for hver gård). Det fik han ikke igennem, og det var tydeligt, at myndighederne ikke ønskede at gå for hårdt på bønderne for at få dem til at overholde leveringspligten. For hele tidsrummet 1750–1808 modtog værket i gennemsnit 6.000 lester trækul, mens behovet ved fuld drift var over det dobbelte. Det meste af trækullet blev brændt og leveret af bønderne om vinteren, hver transport tog kun en lest, så det blev til mange ture før alt var leveret.

### Vand
Wendelboe påpegede i sin rapport fra 1723, at der var mangel på vand. Dette skyldtes dels, at fossen var uden dæmning, som kunne opstemme vandet, dels at de andre brugere af fossen (møller og savværk) brugte mere, end de skulle. Stoppede vandtilførselen til masovnbælgene, ville ovnen hurtigt slukke, og det gav store tab.
Ved store arbejder i 1750 fik værket en stor vandrende, som gik over kongevejen, den foregående havde gået under vejen. Vandrenden var 8–9 fod bred, 6 fod dyb og faldhøjden var 48 fod. Vandmangel blev der efter et mindre problem end det havde været i værkets første år, men under en usædvanlig tørke i 1795 begyndte man at sprænge i Krapfos og bygge dæmninger oven for, hvilket bestyrer Lars Semb mente burde have været gjort længe før. På selve jernværket (ikke indbefattet møller og savværker) var det omkring 1810 totalt 24 vandhjul, en del af dem var ret store.

### Værket
Selve jernværket bestod af en række bygninger nord for elven i Moss. Huset med masovnene var den centrale bygning. Her stod der to 31 fods (omkring 9,5 meter) høje ovne under samme tag, men kun den østre var i brug. Foruden selve masovnen fandtes forskelligt udstyr som en vinsj til håndtering af tungt støbegods. På østsiden af masovnen lå formerhuset hvor det flydende jernet blev støbt. Ved masovnhuset lå et pukkhammerhus med en vanddrevet hammer for pukking af malmen. Der var to kulhuse til masovnen, det vestre målte 56 x 25 alen (omkring 550 kvadratmeter) mens det østre målte 45 x 20 alen (omkring 350 kvadratmeter).
Brandfaren var stor, så der var også et sprøjtehus med en dobbelt brandsprøjte (to slanger) på området. Øst for formerhuset var en kleinsmedie hvor finere smedjearbejder blev udført. Ved søen var der anlagt en mole med en stor 8-laftet søbod med to overloft. Værksejeren boede i en stor hovedbygning med 9 beboelsesrum over to etager. I et annet toetages hus var der skrivekammer, dvs. kontorer. Desuden var der andre bygninger, som udhus for heste, låve, højloft og ti boliger for arbejderne. Vigtigt for værket var også bro-saven, hvor det var tilladt at save nødvendig trælast til nybyggeri, reparationer osv. Værket kunne save 12.900 bord på bro-saven, videresalg var imidlertid strengt forbudt og medførte inddragelse.
Foruden ulige udvidelser og fornyelser gennem de 170 år, værket var i drift, måtte dele af anlægget også genopbygges efter brande. I 1760-årene brændte for eksempel det kostbare hammerværk, og nedre hammer stod nyrejst i 1766.
På flere områder var Moss Jernverk teknologisk i front, det var første værk i Norge med høje masovner, kanonstøberi, spikerfabrik og valseverk, det sidste rejst i 1755 efter engelsk forbillede og til den betydelige pris af rundt 12.000 rigsdaler.

### Produkterne
Ved etableringen af Moss Jernverk blev det planlagt at producere ammunition. Ifølge Wendelboe gik det meste af jernet frem til 1723 til granater og kugler, kun en mindre del var rujern for videre bearbejdelse ved hammerne. I en oversigt fra Landetatens Generalkommissariat (landforsvaret,) fra 2. maj 1720 gis følgende oversigt:
| Leveringstidspunkt | Mængde | Type ammunition               |
| ------------------ | ------ | ----------------------------- |
| 18. juni 1714      | 2.000  | 24-pundige ovale jerngranater |
| 22. mars 1715      | 3.000  | 24-pundige kuler              |
|                    | 5.330  | 10-pundige håndmørse-granater |
| 31. januar 1716    | 800    | 200-pundige granater          |
|                    | 9.000  | 100-pundige granater          |

Prisen for den grovkalibrede ammunitionen var angivet til 11,5 rigsdaler for skippundet, mens den for smågranaterne var 14,5 rigsdaler, altså ganske store summer totalt. Ifølge kontrakten fra 1716 leverede værket indtil 1720 totalt omkring 2.500 skippund til en værdi af næsten 30.000 rigsdaler. I 1713 var der ellers produceret 1.000 geværløb.
Foruden den militære produktion var der en mindre og varieret civil produktion. Moss Jernværk producerede ambolte, hjulstokkringe, smedede savblade, støbte gryder, munkepander, vaffeljern og bryggepander. Værket leverede også specialarbejder, som en hel sukkerovn til et større sukkerraffinaderi på Fredrikshald i 1750-årene. På 1800-tallet blev der også lavet strygejern. Tøndebåndsjern var et af hovedprodukterne i Bernt Ankers tid og blev også eksporterede.
Værkets produktion af jernovne (kakkelovne) er specielt interessant, både fordi flere er bevarede og fordi ovnene var kunstnerisk dekorerede. Flere af ovnene blev af kunsthistoriker og rigsantikvar Arne Nygård-Nilssen anslået at være formgivet af Torsten Ottersen Hoff, en anerkendt ovnkunstner, som tog borgerskab som billedhugger i Christiania i 1711 og virkede der til sin død i 1754.
Efter at have overtaget Moss Jernværk investerede Ancher & Wærn også i oprustning af ovnproduktionen, og gennem en af sine forbindelser i København fik de Henrik Lorentzen Bech (1718–1776) til at komme til Moss, hvor han arbejdede med ovnforme fra sankthans 1750 til året efter, og der efter næsten hele 1769. Fra Bechs sidste periode ved værket er der kendt tre hovedformer: "Medaljongen", "Herkules" og "Altertavlen", Moss Jernverk producerede efter disse meget populære former i årene, som fulgte.
| Kaliber           | København    | Rendsborg  | Glückstad   | Christiania | Fredrikstad | Fredrikssten | Christiansand |
| ----------------- | ------------ | ---------- | ----------- | ----------- | ----------- | ------------ | ------------- |
| 18 / 12 / 6-punds | 42 / 171 / 5 | 9 / 59 / 0 | 11 / 29 / 0 | 0 / 34 / 0  | 10 / 37 / 0 | 8 / 20 / 0   | 0 / 5 / 0     |

Foruden kanonleverancerne i tabellen herover blev det produceret 29 stk. 12-punds kanoner, som sank under transport i 1759. Kvaliteten på kanonerne havde fra Bernt Ankers tid været god, ifølge Lars Semb var ingen revnet i 30 år. Under Ancher & Wærn blev kanonerne mærkede «AW», mens senere blev «MW» brugt. En almindelig inskription på kanonerne var "Liberalitate optimi" (ved den nådigstes velvillige gavmildhed), som henviste til privilegiet og det store lån fra statskassen.
Moss Jernverk leverede kanoner helt op til 36-pund, men også 1/8-punds. I 1789 fik man mistanke om, at 18-punds og 12-punds kanoner fra Moss Jernverk ikke var pålidelige, og prøveskydning på flere steder bekræftede mistanken. Dette bidrog til, at man gik over til svenske kanonværk, og kanonerne fra Moss blev medtiden udfasede. Så sent som i treårskrigen 1848–1850 blev imidlertid bastionerne ved Fredericia i Danmark bestykkede med 12-pundere fra Moss Jernværk.

## Samfundet på værket
Moss Jernverk var et samfund i sig selv, da det lå nord for byen Moss. Lederen af bedriften blev almindeligvis betegnet som forvalter, og den første var Niels Michelsen Thune, fra værkets opstart og til 1716. Foruden Thune var en Peder Windt direktør i årene 1706-1708. Efter Thune overtog sandsynligvis Knud Wendelboe. Han nedtegnede flere udfyldende rapporter om værket. Efter sekvestrationsforretningen overtog Jens Bondorph, men da Ochsen solgte værket, hed forvalteren Wichman.
Arbejderne på værket var mere anonyme, men typisk for den højteknologi som datidens jernværk var, så kom de fleste af dem fra andre lande, navnene bærer præg af Sverige og Tyskland. Hvor vigtige, fagarbejdere var for værket, vises ved, at Hübsch i et brev til kongen 27. december 1719 fortæller, at han, mens krigen pågik og værket lå uvirksomt, fremdeles måtte betale sine arbejdere for ikke at miste dem.
I 1730-erne var der mangel på arbejdskraft, og arbejderne ved jernværket udnyttede det ved at strejke og kræve højere løn ved sekvestrationsforretningen i 1738. Forholdene for de fleste arbejdere var alligevel skrinne. Carl Hübsch skrev i 1738, at værket ikke førte nogen oversigt over de arbejdere, som byggede hus på værkets grund, da de var så fattige, at man uanset ikke kunne få nogen grundleje af dem.
Jernværkssamfundet havde på flere plan et anstrengt forhold til byen Moss; et var værkets privilegier ved toldfri indførsel af madvarer, hvor byens borgere ellers måtte betale konsumptionsskat af alle varer, som passerede bygrænsen. Et andet var både brugen af vandet i Mossefossen og broen over fossen, vedligeholdelsen af den var pålagt byens borgere, hvilket de fandt uretfærdigt. Foruden disse stridspunkter kom jurisdiktion. Jernverket havde domsmyndighed over sine arbejdere, med bergamtsretten på Kongsberg som appellinstans, hvilket byfogden i Moss var imod. I praksis blev sagerne næsten altid afgjort lokalt, ved såkaldt værksdom. To fyre, som havde stjålet kartofler fra en bondegård, blev af forældrene afstraffede med pisk i værkets fængsel, hvilket forældrene tilsyneladende var tilfredse med og videre: "ydmykt anholder at straffen ikke blir anderledes, og at drengene blir befridd fra å reise til Kongsberg for der å avstraffes".
Sognepræst Christian Grave i Rygge og Moss var heller ikke positiv overfor værket, hvilket en udtalelse fra ham fra 1743 viser:
"Ved Mosse Bye ligger Mosse Jernværk, tilhørende Hr. Stiftsamtmand Ochsen udi Kjøbenhafn, som har frem for andre Verks Ejere udi Norge den selftagene Frihed imod Bergambtes Resolution, at hand ingen Offer eller Kjendelse giver deraf til Geistligheden paa Stædet."
Værket havde også et stort behov for ufaglært arbejdskraft, og mange kvinder arbejdede der, eksempelvis trillede en Thore Olsdatter malmkjerring slagger, jord og stenkul for 10 skilling om dagen. Kun i det kirkelige var jernværksarbejderne underlagte den lokale administration. De var fritagne for militærtjeneste, men dannede et eget korps i urolige tider. Værket gav i 1786 tilladelse til at to værtshusholdere kunne drive deres virksomhed på værkets område, efter fastlagte regler og mod en årlig afgift, som skulle gå til værkets fattige. Værtshusholderne måtte ikke udskænke mod pant i madvarer, nattesvir, kortspil eller dans var også forbudt, og værtshusene skulle lukke klokken 22 om aftenen.
Bestyrer Lars Semb oplyste i 1809, at skolen på værket var oprettet omtrent 40 år tidligere, altså omkring 1770. Før den tiden havde børnene gået i skole inde i Moss. Fra andre kilder er det imidlertid kendt, at værket allerede i 1758 lønnede skoleholder Andreas Glafstrøm med 6 rigsdaler i måneden. I 1796 averterede værket efter en lærer, og i annoncen stod blandt andet, at han skulle: "fremvise gode Attester om sin Skikkelighed og Duelighet til at informere Børn i at læse, skrive og regne".
Moss Jernverk havde fra slutningen af 1700-tallet "skole- og fattigkasse", arbejderne blev trukket omtrent 2% til dette, de fik da fri lægehjælp og medicin, men kun for sig selv, ikke for familien. I 1790 blev en kvinde sendt fra værket til København for at blive uddannet til jordmoder. Hun arbejdede siden som jordmoder ved værket og i distriktet frem til 1816.
Værkets fattigkasse gav en lille understøttelse til enker, børn og udslidte arbejdere – mest i form af dagligvarer. Det synes som om, værksledelsen ikke ønskede faste regler for støtten, det skulle komme som nådegaver, og Bernt Anker var svag for sådanne gæster. Antallet af fattige skiftede over tid. I 1820 angav Lars Semb antallet til 30. Værkets mange minearbejdere havde ingen pligter eller rettigheder i skole- og fattigkassen, men værksejeren plejede at tage sig af dem.
Efter århundredskiftet gik antallet af udenlandske arbejdere ved værket ned. Mandtallet i 1842 viser, at der var 270 personer på værket, 8 svenskere og 2 tyskfødte: forvalter Ignatius Wankel og hans bror Frantz. I 1845 gik flere af arbejderne ved værket med i Moss bys Maadeholdsselskab, og året efter var antallet af værksarbejdere i foreningen hele 30. Arbejdere fra værket var også aktive i Thranebevegelsen. Der blev dannet en lokal forening ved Marcus Thranes besøg i byen 16. december 1849.

## Tiden med Ankerne

### Ancher & Wærn
Ochsen solgte værket i 1748 for 16 000 rigsdaler til Erich Ancher og Mathias Wærn, som begge kom fra Fredrikshald, hvor de drev en betydelig virksomhed med tobaksfabrik og sæbeproduktion. Der kan have været flere grunde til, at Ancher & Wærn købte værket: det gav prestige, det gav firmaet et videre grundlag i dårlige tider, toldpolitikken kunne ændres, så indførsel af varer fra Sverige blev dyrere, men det vigtigste var nok værkets potentiale for produktion af krigsmateriel.
Da Ancher & Wærn købte værket, var det i dårlig stand, og de to måtte investere kraftigt for at kunne producere store kanoner. Allerede i april 1749 skrev de til Landetatens Generalkommissariat om at anlægge et kanonstøberi ved værket. Kong Frederik 5. var positiv, men ifølge Anchers senere beretninger skete gennembruddet under kongens besøg i Norge sommeren 1749. Kongen besøgte Erich Ancher i Fredrikshald og var hele tre gange i Moss, så det er naturlig at tro, at kongen både beså jernværket og blev indført i planerne om kanonproduktion.
I løbet af efteråret 1749 blev Ancher & Wærns ansøgning om privilegier til kanonproduktion behandlet af Landetatens Generalkommisariat, støttet af firmaets repræsentant Johan Frederik Classen. Den 5. november 1749 fik Ancher & Wærn privilegium exclusivum, en 20 år lang eksklusiv ret til støbning af jernkanoner og mørsere (morter). Detaljerne i kontrakten blev oprettet den 7. februar 1750.
Blandt de mange punkter i kontrakten var et forskud på 20.000 rigsdaler (14.000 umiddelbart og 6.000 efter prøvestøbning) og krav om, at to 12-pundige kanoner skulle produceres og prøves, før hele forskuddet blev udbetalt. Hvert år skulle så mindst tyve 18-pundige og tredive 12-pundige kanoner prøves af kyndige artilleriofficerer før levering. Prisen blev sat til 12 rigsdaler, 48 skilling pr. skippund.
Arbejdet med kanonproduktion begyndte allerede i 1749. To kanoner blev støbte, men begge revnede under prøveskydningen. Foråret og sommeren 1750 pågik et arbejde med at istandsætte og udvide værket. Ansatte ved værket blev sendt til udlandet for at lære processerne, og nye fagfolk blev hentet ind fra udlandet. Der blev produceret mindre kanoner det år, men støbning af 12- og 18-pundere for den afgørende prøveskydning stod i stampe grundet den stadige kulmangel; til produktionen af så stort skyts måtte begge masovne tages i brug. I løbet af vinteren og foråret 1751 kom yderligere problemer til, og de to første 12-pundere var ikke færdigstøbte og klar for prøveskydning før ved årets slutning. Den 18. december kom oberst Kaasbøll fra Christiania for at følge prøveskydningen. Resultatet var imidlertid, at begge revnede ved den kraftigste ladning. Værket lagde skylden på manglende fagarbejdere, og Mathias Wærn bad i et brev af 14. april 1751 broderen Morten Wærn, på rejse i Frankrig, om at forsøge at skaffe en erfaren kanonstøber.
I januar 1752 sendte Erich Ancher et langt brev til generalkommissariatet, som omhandlede de ulige problemer med kanonproduktionen, med forslag til løsninger. Kanonerne burde støbes med tykkere gods, mindre vilkårlig prøvning og et fast rentefrit forskud på 50.000 rigsdaler (inklusive de udbetalte 14.000 og de lovede 6.000). Ifølge Erich Ancher havde firmaet tabt omkring 10.000 rigsdaler på foretagendet, og hvis myndighederne i København ønskede det, kunne de gerne afslutte, kanonfabrikationen var igangsat for fædrelandets bedste. Den 30. august 1752 blev der afgivet kongelig resolution at Moss Jernværk skulle få et udvidet forskud, med pant i værket og med vellykket prøveskydning, nu i København, som betingelse.
Den 17. april 1753 blev to 12-punds kanoner fra værket prøveskudte i København, den ene sprak, mens den anden holdt. For at få tilfredsstillende leverancer af kul arbejdet værket med udvidelse af cirkumferensen, og den 27. august 1753 var en kommission i Moss for at forhøre sig med fogder, lensmænd og andre om gårde, skov og afstande til værket. Ved kongelig resolution af 20. maj 1754 blev imidlertid kun værkets gamle cirkumferens bekræftet, der blev altså ingen udvidelse, og omlandet, som var angivet ved oprettelsen, forblev uændret, indtil værket ble nedlagt.
Afslaget og de mange andre problemer gjorde, at Ancher sendte en længere petition til kongen personligt, dateret 28. juli 1754, hvor han gav en udførlig beskrivelse af alle de vanskeligheder, værket havde mødt ved etablering af kanonproduktion. Petitionen indeholdt følgende hjertesuk:
"Hvor mange ganger har vi ei ønsket aldri å ha fått det innfall å støpe kanoner?"
Efter en længere udredning anmodede Ancher kongen i petitionen om ny cirkumferens, eftergivelse af tienden og at værket skulle få tilbageført gamle kasserede kanoner (de kunne smeltes om og jernet benyttes på ny). I november 1754 tog kongen stilling til sagen, tilbageførelse af kasserede kanoner blev bevilget, men i hovedsag var svaret ja til mindre væsentlige punkter og udsættelse af de afgørende. Fra 1755 gik det så gradvist bedre med støbningen. Selv om der i 1756 ikke blev støbt en eneste større kanon, som blev godkendt, var kampen mellem jernværksejerne og generalkommissariatet i færd med at ophøre.

### Konflikt og brud mellem Ancher & Wærn
Mens Erich Ancher boede i Fredrikshald og styrede kompagnonernes fabrikker der, var det Mathias Wærn, som fra 1750 ledede den daglige drift på Moss Jernværk. Det er sandsynligt, at Ancher gav Wærn skylden for problemerne med kanonproduktionen, i hvert fald blev virksomheden i Fredrikshald solgt i 1756, og Ancher flyttede til Moss. Totalt antal leverede kanoner i årene 1749-1756 under Wærn var ikke mere end 32. Værket skal have haft en gæld på 150.000 rigsdaler, da Ancher flyttede dertil i 1756.
Under Anchers ledelse synes værket at gå bedre. I årene 1757-1759 blev der støbt 86, 99 og 106 12-punds kanoner uden fejl, mens først i 1760 blev der leveret et større antal 18-punds kanoner. Ancher sendte sine to sønner (Carsten Anker og Peter Anker) udenlands for at studere. I Glasgow blev de udnævnte til byens æresborgere, og den kendte professor Adam Smith skrev anerkendende om dem. På bjergseminaret i Freiberg fik de en grundig uddannelse for senere virke ved jernværket.
Forholdet mellem Erich Ancher og Mathias Wærn blev dårlige efter, at Ancher flyttede til værket, og i 1761 søgte Ancher kongen om kommissærer (mæglere) til at dele mellem dem, hvilket blev indvilget den 5. juni 1761, med en påfølgende foreløbig ordning ti dage senere. Wærn gik imidlertid straks fra forliget, og en årelang proces begyndte, hvor flere fremtrædende personer blev involverede, blandt andet den anerkendte jurist Henrik Stampe. Konflikten mellem de to forretningspartnere blev først endeligt afgjort i Anchers favør af bergamtsretten i 1765, og en endelig opgørelse mellem parterne blev undertegnet den 17. marts 1766. Fra den tid var Erich Ancher eneejer af Moss Jernværk. Moss Jernværk var på denne tid godt drevet og fik rosende omtale af en kendt fransk bjergværkskyndig.
På 1760-tallet blev ordrerne for kanonproduktion mindre, Danmark-Norge havde dårlige statsfinanser, hvilket kom til at ramme Moss Jernværk især, da det var afhængigt af rustningsproduktionen. Værket havde en stor gæld, og Erich Ancher var afhængig af sin broder Christian og efter hans død af broderens firma Karen sal. Christian Anchers & Sønner. I forbindelse med det endelige opgør med Mathias Wærn måtte Erich Ancher udstede en panteobligation, som senere skulle give ham mange problemer.
I forbindelse med panteobligationen måtte Ancher opgive bergamtsretten og underlægge sig Moss bys jurisdiktion. En række aktiver blev også pantsatte. Værket fik tiendefrihed for årene 1765–1770, det betød imidlertid kun lidt, da det var kompensation for et kostbart hammerværk, som var brændt ned. I løbet af 1770-erne blev Erich Anchers gældsproblemer med jernværksdriften stadig større, hans ejendomme blev successivt pantsatte eller solgt, indtil han til sidst måtte opgive den 22. november 1776 og overdrage Moss Jernværk til sine søskendebørn Bernt og Jess Anker.

### Bernt og Jess Anker (1776–1784)
Med brødrene Bernt og Jess Anker fik Moss Jernværk ejere med en helt anden finansiel soliditet end forgængerne. Brødrene Anker forsøgte alligevel at få så gunstige vilkår som muligt fra sin vigtigste forretningsforbindelse, som var staten, og da var fætteren Carsten Anker som embedsmand i København paradoksalt nok (med tanke på at værkets forrige ejer var Carstens fader) god at ty til. Værket måtte også leve med konkurrence, specielt fra Fritzøe Jernværk, da dets monopol på kanonstøbning var udgået. De første år var det den yngste af brødrene, Jess Anker, som boede på jernværket, med titlen "Proprietair af Moss Werk", Jess fuldførte opførelsen af hovedbygningen, som var påbegyndt af hans onkel Erich Ancher.
Fra 1776 tog kanonstøbningen under de nye ejere sig op, efter nogen års stilstand, og der blev brugt mere kul end nogen sinde, indtil 10.000 lester om året. I forbindelse med en forpagtningskontrakt, som Jess Anker indgik med familiefirmaet i 1781, blev værkets regnskabsmæssige nettoværdi anslået til 177.689 rigsdaler. Ankerbrødrene havde ikke opgjort boet efter deres fader Christian Anchers død i 1767: i praksis blev det styret af Bernt Anker, og han udløste sine brødre i 1783 og overtog da også Moss Jernværk for en sum på 80.000 rigsdaler til Jess Anker.

### Bernt Anker (1784–1805)
Bernt Ankers direkte overtagelse af Moss Jernværk (han havde i realiteten kontrolleret driften allerede fra den tid, onklen solgte) markerede værkets sidste storhedsperiode, og det var også et markant brud i og med, at ejeren ikke boede på værket. Den første forvalter på værket var Lars Semb, en dansker fra Thyholm i Jylland. Han var ved værket resten af sit arbejdsliv, og hans kopibøger giver et godt billede af driften. I 1793 var der 278 mennesker, som boede på værket; der var mellem 150–200 på Verlesanden, i Moss by og på Jeløyen, som levede af bedriften. Dertil kom alle, som arbejdede med at bryde malm i minerne og med hugst og brænding af trækul.
I Bernt Ankers store samling af ulige ejendomme tilknyttet skovbrug og malmudvinding var Moss Jernværk den med størst værdi.
| Post i regnskabet                                                       | Værdi i riksdaler |
| ----------------------------------------------------------------------- | ----------------- |
| Masovnene med malmpukkhammer, formeri og to kulhuse                     | 10.000            |
| Skjærverket, til kanonerne                                              | 250               |
| Boremaskinerne til kanonerne, med smedie til borvessing                 | 4.360             |
| Stangjernshammeren med kulhus                                           | 2.500             |
| Valseværket                                                             | 5.000             |
| Sømfabrikken, med 3 vandhamre, herder og redskaber til 10 håndsømsmede  | 1.800             |
| Kniphammeren og materialsmedien                                         | 1.500             |
| Sjøboden eller «Magazinet» til værkets produkter og kornvarer           | 1.200             |
| Hovedvåningshuset, med ladegård og have                                 | 8.500             |
| Beboelseshuset ved masovnene                                            | 4.000             |
| Arbejdernes boliger                                                     | 1.750             |
| Værkets mølle ved hovedbygningen                                        | 1.500             |
| Øvre stangjernshammer                                                   | 650               |
| Kihlsminen i Kamboskoven                                                | 300               |
| Knalstadminerne i Vestby                                                | 620               |
| Drammens-minerne                                                        | 400               |
| Skiensminerne (13)                                                      | 8.575             |
| Arendals- og Holt sogns-minerne (17)                                    | 5.260             |
| Egersunds miner (8)                                                     | 1.100             |
| Sjødalsminen ved Nesodden                                               | 140               |
| Jordegods på landet; Rosnes, Krosser, Skipping, Helgerød og Mosseskogen | 5.820             |
| Malmbeholdning ved værket                                               | 12.300            |
| Malmbeholdning ved minerne og lastepladserne                            | 19.000            |
| Kanoner på lager                                                        | 3.120             |
| Forskelligt, delvis specifiseret, jern på lager                         | 5.800             |
| Sjøbodvarer                                                             | 2.000             |
| Trækul på lager, vel 30 lester                                          | 32                |
| Jernvarer til forhandling hos Carsten Anker i København                 | 7.400             |
| Stenkul på lager                                                        | 1.635             |
| Huseby sav på værket                                                    | 800               |
| Sav og kværnbruget i Moss; det Træschowske (8 850) og Brosavene (1 300) | 10.150            |
| Beholdninger af tømmer og trælast                                       | 15.156            |
| Kulbøndernes gæld                                                       | 19.760            |
| Oeconomi og Commercekollegiets gæld                                     | 26.625            |
| Admiralitetets gæld                                                     | 2.975             |
| Arbeidernes gæld                                                        | 2.580             |
| Dubiøse debitorer                                                       | 15.280            |
| Til sammen 110 poster på i alt                                          | 258.480           |

Over for værdierne stod gælden, i alt 15 kreditorer med 89.000 rigsdaler udestående, hvor den største post var det faste lån på 50.000 fra statskassen. Oveni skyldte Moss Jernverk «moderkonsernet» Karen sal. Christian Anchers & Sønner 26.680 rigsdaler. Totalt lå det altså værdier omkring 170.000 rigsdaler i Moss Jernverk ved indgangen til 1791.
Anker hævdede, at firmaet havde tabt 150.000 rigsdaler på værket, da han overtog det alene, og han gennemførte en nedskæring af driftsudgifterne. I tillæg førte større driftskapital til ulige besparelser. Under Anker nåede værket aldrig tidligere højder med hensyn til produktionsvolumen, innovation og kunstnerisk udsmykning af produkterne, men økonomisk gik det kun godt de første år, som tabellen under viser.
| Årstal | Overskud   | Deraf sav/kværnbrug | Udtaget af Anker |
| ------ | ---------- | ------------------- | ---------------- |
| 1791   | 14.638 rdl | 4.346 rdl           | Intet            |
| 1792   | 15.012 rdl | 6.770 rdl           | Intet            |
| 1793   | 24.072 rdl | 14.938 rdl          | Intet            |
| 1794   | 14.002 rdl | 8.580 rdl           | Intet            |
| 1795   | 14.746 rdl | 9.015 rdl           | Intet            |
| 1796   | 15.851 rdl | 7.463 rdl           | Intet            |
| 1797   | 23.061 rdl | 10.344 rdl          | Intet            |
| 1798   | 19.443 rdl | 9.493 rdl           | 6.018 rdl        |
| 1799   | 27.430 rdl | 12.243 rdl          | 35.107 rdl       |
| 1800   | 25.443 rdl | 13.573 rdl          | 26.105 rdl       |
| 1801   | 28.221 rdl | 15.965 rdl          | 30.957 rdl       |
| 1802   | 40.690 rdl | 26.453 rdl          | 26.410 rdl       |
| 1803   | 34.277 rdl | 20.141 rdl          | 32.178 rdl       |
| 1804   | 33.020 rdl | 18.226 rdl          | 40.964 rdl       |
| 1805   | 39.981 rdl | 20.635 rdl          | Intet            |

Produktionen af jern blev fortsat styret af tilgangen på trækul: når det var gode tider for trælasthandelen, leverede bønderne hellere tømmer til savene end til at producere trækul og trodsede derved leveringspligten. Tabellen over viser også, at Moss Jernværks indtægter var omtrent lige fordelt mellem produktion af jern og trælast. I 1793 måtte værket lade en ordre på 22 kanoner gå til konkurrenten Fritzøe Værk grundet manglende trækul. Den vigtigste grund til de gode økonomiske tider, som tabellen viser, var urolighederne i Europa, Revolutionskrigene (1792–1802) og Napoleonskrigene (1803–1815), og at kongeriget Danmark-Norge formåede at holde sig neutralt indtil 1807.
For eftertiden har Moss Jernværks periode under Bernt Anker stået som den store, blandt andet baseret på omtaler som denne: "En av de skjønneste anlegg i staten som fremmede beundrer, er Moss Jernverk." For kanonproduktionens del var højdepunktet passeret, den var aldrig omfattende i hans tid, og der blev ikke støbt nogen grovkalibrerede kanoner mellem 1789 og 1797. Det meste af produktionen synes at have været tøndebåndsjern, søm og ubearbejdet jern. Der blev heller ikke foretaget større forbedringer eller udvidelser; de to masovnene, som længe var anset som skrøbelige, var i brug så længe, Bernt Anker levede.

### Det Bernt Ankerske Fideikommis (1805–1820)
Ved Bernt Ankers død i 1805 blev hans forretningsimperium lagt ind i et Fideikommis (en type stiftelse), hvor bestyreren Lars Semb ved Moss Jernverk var en af tre i styret. I driften af værket fik Semb temmelig frie hænder i årene som kom. 1805 var et ret godt år for værket, men i 1807 ændrede situationen sig ved, at Danmark-Norge ved Royal Navys dristige angreb på København blev trukket ind i Napoleonskrigene. Moss Jernverk blev en helt central bedrift under krigsårene, da behovet for kanoner til krigsskibe, fæstninger og hæren var stort. På grund af tabet af krigsskibe ved flåderanet, måtte nye mindre krigsskibe for den såkaldte Kanonbådskrig bygges, og en væsentlig del af dem fik kanoner fra værket. Ved udbruddet af krigen forsvandt også problemerne med mangel på trækul, dels på grund af manglende trælasteksport, dels grundet bøndernes patriotiske sindelag.
Bestyrer Semb begyndte allerede efteråret 1807 med støbning af 3- og 6-punds kanoner, og i løbet af vinteren blev masovnene sat i stand, så at støbning af store 24-punds kanoner til søetaten kunne begynde i februar. Der var også behov for kanoner til fartøjerne, som blev byggede for kaperfarten, for kaperskipet "Christiania" leverede for eksempel værket 2 styk 6-punds kanoner, 5 styk 12-punds kanoner og 4 styk 18-punds karronader (korte kanoner for skibe). Der blev støbt 18-pundere til landetaten, som blandt andet Slevik batteri i Onsøy blev udrustet med.
1808 blev et godt år økonomisk for værket, men grundet den hårde drift og tidlig opstart på vinteren blev masovnene alvorligt nedslidte, den østre blev brugt for sidste gang i 1809. Dette år gav et væsentligt dårligere resultat, der var igen kulmangel, og underernæring gjorde at en god del af de ansatte blev syge og døde i epidemier. Bestyrer Semb angav, at en fjerdedel af arbejderne døde i 1809, der i blandt en kanonborer og den bedste kanonformer. En del produkter måtte for lang tid fremover udgå af produktionen grundet mangel på folk eller fagfolk. I 1810 blev der støbt omkring 50 korte 18-punds kanoner for udrustning af nogen brigger; disse var de sidste grovkalibrede kanoner, som blev fremstillet ved Moss Jernverk.
Selv om forholdene var dårlige, så var det Moss Jernverk, som i disse årene gav overskud til fideikommisset, mod slutningen af krigen var det baseret på tømmeret, som savene leverede. Når det gælder selve værket, så var masovnene ikke i drift fra april 1812 til juli 1814, produktionen i smedene blev drevet ved jern fra lager eller fra andre norske jernværker, særlig Hakadals verk. Forsyningsproblemerne var store grundet blokaden af fastlandet for den britiske flåde, den lokale reder David Chrysties brig "Refsnes" blev for eksempel opbragt under forsøg på at hente en større last med korn i Aalborg.
Ved Kielfreden, hvor Danmark måtte afstå Norge til Sverige, opstod en ny situation, og Sjøkrigskommisariatet i Christiania forhørte sig hos værket om kapacitet for våben til landets forsvar. Moss Jernværk var imidlertid så nedkørt at det i 1814 kun blev leveret en del ammunition. En del tøndebånd blev producerede, og værket gav et overskud på 37.000 rigsdaler, en sum som imidlertid ikke kan sammenlignes med foregående års, da inflationen grundet krigen var stor.
Efter fredsslutningen i 1814 forværrede situationen sig for værket igen. Ved Danmark-Norges opløsning blev jernmonopolet afskaffet, og konkurrencen fra svenske og især engelske jernværker, som producerede jern på nye og rimeligere måder, var meget hård. Det var også dårlige tider for trælasthandelen, og for 1817 var overskuddet ikke mere end 6.000 spesiedaler, det dårligste resultat bestyrer Lars Semb havde leveret i de 33 år, han havde styret værket.
Den økonomiske situation for Bernt Ankers fideikommis blev stadig dårligere under og efter Napoleonskrigene, og den 13. december 1819 måtte bestyrer Lars Semb sammen med de andre administratorer undertegne en ansøgning til kongen om at udnævne skiftekommissærer for virksomheden. En del af virksomheden ved Moss Jernverk blev skilt ud ved auktion, men Bernt Ankers broder Peder Anker, ved svigersønnen Herman Wedel-Jarlsberg købte hoveddelen, for 30 330 spesiedaler.

### Peder Anker (1820–1824)
Moss Jernverk var i nogen få år til knyttet til familien Anker, men Peder Anker boede aldrig på værket, men på den gedigne Bogstad gård, og bedriften blev drevet af Lars Sembs søn Andreas Semb, i samråd med Ankers svigersøn grev Herman Wedel-Jarlsberg. Anker ejede allerede Bærum Jernværk, og driften i Moss blev tilpasset dette. I 1824 blev en ny masovn opført, bortset fra dette så skete ikke så meget ved værket i de få år under Peder Anker. Ved Ankers død blev Moss Jernværk overtaget af datteren Karen og hendes mand grev Herman Wedel-Jarlsberg.

## Moss Jernverk i næring, kultur og politik
For byen Moss og omland var værket utvivlsomt af stor betydning, både for den gryende industri og for landbruget. En række ulige redskaber kunne produceres, nogen i serie, mens andre blev lavet på bestilling. Værkets tekniske kompetence må også have været en drivkraft i distriktets næringsudvikling.
Moss Jernværk var ikke bare en bedrift, som bearbejdede jernmalm, det var også et mødested for datidens ledende folk inden for næringsliv, kultur og politik. Sit første kongebesøg havde værket med stor sandsynlighed allerede i etableringsåret 1704, da den dansk-norske konge Fredrik 4. besøgte Moss to gange. Landevejen til Christiania, den Frederikshaldske Kongevei, gik tværs gennem værket, og efter 1760 er værket omtalt i rejselitteraturen.
Den nye hovedbygning (konvensjonsgården) stod færdig i 1778, og var meget repræsentativ. Det må tillige nævnes, at især Bernt Anker, landets rigeste mand, var en meget gæstfri ejer. Blandt de fornøjelser, som Anker gav sine gæster, var amatørteaterforestillinger på et teater, han havde ladet indrette på værket. Bernt Anker spillede selv hovedrollen, som forfatter, instruktør og skuespiller.
I 1787 var for eksempel den sydamerikanske greve af Miranda gæst og besigtigede værket, fossen, parken og kanonstøberiet. I 1788 var kronprinsen (den senere kong Frederik 6.) og prins Karl af Hessen på besøg. Dette var lige før felttoget mod Sverige, det som senere blev kendt som Tyttebærkrigen, og de kongelige fik både se kanonstøbning, boring og en kanonprøve, hvor Bernt Anker selv tændte lunten.
Moss Jernværks centrale position på denne tid vises ved, at Anker involverede det i nye og dristige fremstød, høsten 1791 lå for eksempel den første norske ostindienfarer (handelsfartøj som sejlede til Asien), "Carl, Prince af Hessen", for udrustning ved værket. Foretaget var omfattet af enorm interesse, og avisen Norske Intelligenssedler bragte jævnligt hyldningsdigte og nyheder om turen. Fartøjet returnerede med en stor last peber, kaffe, sukker, arak og andet den 30. april 1793.
Gæstfriheden ved værket fortsatte efter Ankers død, og ved Christian Augusts gennemrejse til Sverige i 1810, hvor han var valgt til tronfølger, blev der gjort store anstrengelser for at give ham et værdigt ophold. Hovedbygningen fungerede fra tid til anden som kongebolig, i 1816 boede for eksempel kronprinsen (den senere kongen Karl 3. Johan) på værket under et besøg i Moss.

## Moss Jernværk i 1814
Moss Jernverk gjorde en vigtig indsats for landet under krigen 1807–1814. Sommeren 1814 blev imidlertid værket og hovedbygningen (konvensjonsgården) helt central i begivenhederne. Danmark havde afstået Norge til Sverige ved fredsaftalen i Kiel, en norsk grundlovsforsamling var afholdt, og den danske statholderen Christian Frederik var blevet udnævnt til konge.
Den 21. juli etablerede den nyvalgte konge sit hovedkvarter ved værket i afventning af en invasion fra Sverige, og forhandlinger pågik ved hjælp af udsendinge fra datidens stormagter, for at forsøge at få en fredelig løsning. Udsendingene ankom til Moss med et sidste kompromisforslag den 27. juli, det blev afvist af den norske side dagen efter, og krigen mod Sverige var i gang. De overlegne svenske styrker rykkede hurtigt frem, omringede Fredrikshald og var klar til at avancere videre ind i Smålenene (Østfold). Da statsråd blev afholdt ved hovedkvarteret i Moss den 3. august, var den norske stilling kritisk.
Den 10. august begyndte våbenhvileforhandlingerne, og de svenske generaler Magnus Björnstjerna og Anders Fredrik Skjöldebrand ankom til kongen og regeringens hovedkvarter på Moss Jernverk. De blev mødte af de norske forhandlere Jonas Collett, senere også Nils Aall. Efter forhandlinger med de svenske udsendinge blev resultaterne fremlagt for regeringen ved statsråd på Moss Jernverk den 13. august. Dagen efter, den 14. august, fandt så de afgørende og afsluttende forhandlinger sted, hvor Norge accepterede at gå i union med Sverige, den norske grundlov blev aksepteret, og i en hemmelig artikel lovede Christian Frederik at gå af og forlade Norge. Det hele blev senere kendt som Mossekonventionen.
Christian Frederik opholdt sig endnu nogen dage på værket og udstedte den 16. august en kundgørelse til det norske folk, en kort men gribende proklamation, som forklarede de sidste måneders begivenheder, våbenstilstanden og konventionen. Dagen efter, den 17. august, sejlede Christian Frederik fra Moss til Bygdøy. Det norske hovedkvarter fortsatte endnu nogen dage at holde til på værket, først den 31. august besluttede statsrådet efter råd fra generalløjtnant Arenfeldt at flytte hovedkvarteret til Christiania.
I mange år så nordmændene den kortvarige krig, nederlaget og de påfølgende forhandlinger i Moss som et nederlag, og valgte heller at fokusere på Eidsvollsforhandlingene. Gradvis skiftede synet på resultatet, og historikeren Yngvar Nielsen karakteriserede i 1887 begivenhederne i Moss som "tyngdepunktet" i hændelserne på norsk side i 1814.
"På Eidsvold Jernverk fikk nordmennene sin personlige frihet. På Moss Jernverk fikk Norge sin frihet og selvstendighet som stat."

## Wedel-Jarlsberg (1824–1875)
Moss Jernverk blev reelt overtaget af grev Herman Wedel-Jarlsberg i 1824, men det juridiske ved ejerskabet blev først formaliseret i årene 1826–1829. Situationen for næringen var stærkt ændret, og i 1820-erne mistede de norske jernværker også den sidste rest af toldbeskyttelse mod svensk jern. Af principielle grunde stemte grev Wedel for ophævelsen, selv om han som ejer af et jernværk personlig tabte stort på udvidelsen av frihandelen. Efter overtagelsen blev Wedel gjort opmærksom på, at værket fremdeles skyldte staten 50.000 rigsdaler, det faste lån fra 1755 som ikke var indløst. Efter årevis med sagsbehandling og retssager dømte Høyesterett at obligationen var gyldig, men uopsigelig så længe kanonstøberiet blev holdt ved lige.
I årene 1830–1831 blev der bygget et nyt stort valse- og skæreværk, og før 1834 blev der i masovnhytten bygget en kupolovn (en miniatyre-masovn), som efterhånden supplerede og til dels erstattede masovnen. I kupolovnen kunne der smeltes affaldsjern og om ønsket metal. 1830-erne var en vanskelig tid for jernværkerne i Norge, Moss Jernverk var ingen undtagelse, og i femårsperioden 1836–1840 var masovnen ude af drift i tre år.
I 1840 døde grev Wedel, og hans søn Harald Wedel-Jarlsberg overtog faderens forretninger, deriblant Moss Jernverk. Værket blev nu drevet af bestyreren, fra 1836 tyske Ignatius Wankel. Tiden med glade lag var forbi, og de kongelige blev ikke længere indlogeret i hovedbygningen, når de rejste gennem Moss. Moss Jernverk blev med tiden et underbrug av Bærums Jernverk, særlig efter 1840. Markedsforholdene forbedrede sig i 1840-erne, norsk jern fik blandt andet indpas i Nordamerika, og forbedringer blev gjort efter mønster af udenlandske værker.
Anden halvdel af 1840-erne var markedsmæssigt ret gode for værket, og produktionen voksede kraftigt: malmudveksling og fordeling af specialiteter mellem værkerne i Bærum og Moss fortsatte. Spikerproduktionen ophørte for eksempel ved Moss i 1830-erne, mens valseværket var det klart største i Norge. Ved slutningen af 1850-erne blev det gamle valseværk nedrevet, og et nyt og meget større bygget, bare for maskineriet blev der i 1858 betalt næsten 10.000 spesiedaler. Nu var imidlertid den sidste gode periode for de norske jernværker ovre. Ved afslutningen af Krimkrigen blev markedsforholdene vanskelige, og de norske værker lå igen under i konkurrencen med svenske og engelske.
Fra 1860-erne blev de norske jernværker gradvis lagt ned, pressede af billigt stål fra den mere effektive Bessemerproces. Moss Jernverk holdt ud nogen år, sandsynligvis fordi det nye valseværk var konkurrencedygtigt, og i slutningen af 1860-tallet kom store mængder jern fra Bærum for valsning. Et par år efter den tysk-franske krig (1870–1871) trak det op til ny krise med den lange depression; dette blev værkets dødsstød. Driften blev også vanskeliggjort ved, at jernbanen (Smaalensbanen), som blev vedtaget i 1873, blev projekteret tværs over værkets jord. Det sidste år, jern blev bearbejdet, var i 1873. I 1874 og 1875 var der kun drift ved savværk, gårdbrug og mølle. Moss Jernverk ble solgt for 115 000 spesiedaler (460 000 kroner) i 1875 til det lokale firmaet M. Peterson & Søn. Området værket lå på, blev overtaget af og benyttes i dag af emballasjefabrikken Peterson.

## Perspektiv og eftertid
I over 150 år, fra midten af 1600-tallet og til omkring 1814, spillede de norske jernværker en meget vigtig rolle i landets næringsliv, i årene før og omkring 1814 også i politik og åndsliv. Sammen med trælast, fisk og skibsfart var kobber og jern det Norge på den tid eksporterede. Jernværkenes nationale betydning kulminerede under Napoleonskrigene: mens årene før 1807 var eventyrlige økonomisk, så var årene efter tilsvarende dårlige. Tiden efter unionsopløsningen i 1814 var tung for jernværkerne, hvilket afspejlede sig i et dramatisk fald i produktionsvolumet.
Samtidig som værkerne efter norske forhold var store virksomheder, var de små internationalt. Ved slutningen af 1700-tallet udgjorde verdens samlede årlige forbrug af jern omkring 2/3 million ton, hvoraf de norske jernværker producerede omkring 9.000 tonn. Den svenske produktion af jern var for eksempel om lag 8 ganger så stor som den norske.
Af de omkring 16 jernværker i den sydøstlige del af Norge var Moss Jernverk et af de mellemstore når man ser på selve jernproduktionen. I årene 1780-1800 var årlig forbrug af trækul ved norske jernværker omkring 140.000 lester (om lag 270.000 m³). Af dette forbrugte Moss Jernverk under 10.000 lester.
Både under og efter perioden med jernværker baserede på trækul blev det hævdet, at trækulproduktionen bidrog til at forarme skovene, men ifølge Vogts fremstilling i De gamle norske jernverk så synes der ikke at være hold i dette, trælasteksporten i samme periode var for eksempel over 7 gange så stor. Samtidig var trækul den vigtigste indsatsfaktor, og det var stigende trækulspriser, som til sidst tvang jernværkerne til at lukke.
Den dansk-norske stat så jernværkerne som strategisk vigtige og subsidierede dem på flere måder, dels ved at værkerne fik en "cirkumferens", hvor bønderne, som boede inden for, havde pligt til at levere trækul , dels ved en stor beskyttelsestold, dels ved statslige bestillinger på kanoner og ammunition til hæren og flåden. Jernværkerne måtte betale skat, såkaldt tiende: i praksis beløb den sig til omkring 1,5% af produktionsværdien. Bortset fra relativt korte perioder i 1600-tallet, hvor Bærums Jernverk og Eidsvolls Jernværk var ejede af henholdsvis en nederlænding og en fyrste fra Kurland, var værkerne på dansk-norske hænder.
I samtiden var Moss Jernværk særlig kendt for kanonstøberiet, ved etableringen det første i landet. Blandt samtidens eksperter blev værket anerkendt, franske Gabriel Jars nævner for eksempel i 1767 Moss Jernværk sammen med Fritzøe Jernværk og Kongsberg Jernværk som de fornemmeste i Norge. Man har i eftertiden anerkendt jernværkenes vigtige bidrag til indføring af teknologi og industrialiseringen af Norge; den kendte jurist og socialøkonom Anton Martin Schweigaard skrev blandt andet i 1840 at: «Bergverksdriften er bleven en Skole for mechaniske og techniske Færdigheder og Indsigte.»

## Bygningsminder
Der er kun lidt bevaret af Moss Jernverk, de fleste af bygningerne fra værket er revet. Blandt det, som står tilbage, er administrationsbygningen (konventionsgården) og arbejderboligerne langs gaden nord over fra den. Møllen ved fossen er også bevare t.